# Rekommanderet post
Rekommanderet post eller anbefalet post er postforsendelser som breve, postpakker og andet med værdifuldt indhold eller med behov for sporbarhedsstyring udover, hvad der kan fås gennem almindelig post. Den postede enheds detaljer registreres i et register, således at forsendelsens lokalitet kan spores, i nogle tilfælde indeholder rekommanderet post også en forsikring, der dækker evt. tab. Traditionelt har rekommanderet post været en manuel proces, som gav en stor variation af forskellige poststempler og registreringsmærker. Mange lande har specielle kuverter til rekommanderet post. Tidligere i historien var lignende services kendt som pengebreve. I dag er registreringsprocessen med rekommanderede forsendelser i høj grad computerstyret med stregkodescanning og registreringsmærker, som erstatter de traditionelle analoge mærker med kun et serienummer.
Generelt set er servicen forudbetalt og afsender modtager en kvittering for afsendelse. Afsenderen får desuden et unikt registreringsmærke som klistres på forsendelsen. Undervejs fra posthus til posthus og gennem sorteringsmaskinerne registreres forsendelsen løbende. Processen afsluttes når postmodtageren underskriver for forsendelsen. Med computeriseringen og stregkodeteknologien er loggingprocessen blevet simplere og både afsender og modtager har mulighed for at følge forsendelsen via. internettet.
I de fleste lande kræver rekommanderet post et mærke på 13 cifre og en tilhørende stregkode. De to første bogstaver indikerer registreringen (normalt "RR") mens de sidste to cifre udgør afsenderlandets landekode. fx, RR913282511SG indikerer Singapore, RB5584847749CN indikerer China eller RR123456785KR indikerer Korea.

## I Danmark
I Danmark tilbyder Post Danmark rekommanderede postforsendelser, når der ønskes en bedre sporbarhedsstyring end ved de øvrige forsendelsestyper. Penge og/eller ihændehaverpapirer i rekommanderede breve må ikke overstige 1.050 kr. pr. brev og 5.650 kr. pr. pakke. Ved penge og/eller ihændehaverpapirer med højere værdi skal forsendelsen afsendes som værdiforsendelse.